# Stigmatic Chorus
«Stigmatic Chorus» (в пер. с англ.  — Хор Стигматиков) — российская метал-группа, основанная
Ярославом «Valdes» Григорьевым и Владимиром «Chaos» Гоппэном в 1997 году на руинах группы «Reborn» в подмосковном Алабино.

## История
Образованная в 1997 году группа носила название Charon, и первоначальный состав выглядел так: Ярослав (Valdes) — гитара/вокал, Анна (Kali)- клавишные, Сергей — бас, Владимир (Chaos) — ударные. В 1998 году к группе присоединился второй гитарист Александр. Весной того же года группа нашла вокалиста Sain на фестивале «Территория Тьмы», после чего «Charon» записывают своё первое демо и выступают в нескольких московских клубах.
В июле 1999 года Charon записывают дебютный альбом Waters of Styx на студии CDM-records. В 2000 г. группу покидает гитарист Александр, а на его место приходит Леонид.
Вскоре группе становится известно, что за рубежом существует немало коллективов с названием Charon, участники решают переименовать свою группу в Stigmatic Chorus. В октябре 2000 года на лейбле More Hate выпускается сплит-альбом с норвежской группой Antaios. В 2001 году вновь на CDM-records группа приступает к записи своего второго альбома, который получает название Autodafe….
В результате творческих разногласий после записи альбома группу покидает басист. В результате поисков новым членом коллектива становится Константин, который на тот момент также играл на гитаре в московской группе Weeds In Vogue. С новыми силами участники берутся за новую работу и переосмысление уже записанного материала.
В феврале 2003 года в подмосковном городе Электросталь на студии Mindcrusher Labs Stigmatic Chorus начинают перезапись своего второго альбома Autodafe… под руководством Roos’a, гитариста из группы Melancholy. Работа завершается в июне, но в силу ряда обстоятельств выпуск альбома задерживается почти на полгода, он выходит только в августе 2005 года на лейбле Союз.
После очередных изменений в составе, группа приступает к работе над следующим альбомом Gedonist, который выходит в марте 2008 года на лейбле Musica Production. В честь десятилетия с момента выхода своего первого альбома группа принимает решение переиздать его, а также даёт сольный концерт в марте 2009 года.
В октябре 2009 года группа выпускает мини-альбом Индульгенция, состоящий из пяти композиций: одного нового трека + каверы известных отечественных металл-команд.
17 сентября 2010 года вышел в свет альбом «Симпозиум», состоящий из 9 композиций, среди которых есть песня «Индульгенция», известная до этого в тесных кругах (ранее изданная на EP группы), которая зазвучала в новой обработке. В записи композиции «Вий» приняла участие Natalie Kempin (Arcane Grail) — ныне вокалистка немецкой группы CORONATUS.
26 сентября 2010 года стало известно, что Stigmatic Chorus исполнит кавер-версию композиции «Антихрист» группы Ария на интернет-трибьют-альбоме «Internet Tribute to Ария. XXV. Дай руку мне».
15 октября 2012 года было объявлено о выходе нового альбома, который получил название Fanatic. Альбом вышел 1 декабря на HPJ Records.

## Интересные факты
- В записи альбома «Symposium» гитарист Alex Ashen не принимал участие, его место занял звукорежиссер записи — Игорь KIV Королёв
- Существует две версии клипа «Индульгенция» — одна появилась в интернете официально за месяц до релиза диска, вторая — на самом диске. Новая версия отличается картинкой и монтажом, добавлено больше кровавых сцен.
- Мало кто из российских групп рискует выпускать кавер-версии песни «Антихрист», так как ходит легенда, что это приносит несчастье группе. Тем не менее, Stigmatic Chorus пренебрегла этим суеверием.

## Состав

### Текущий состав
- Den Sain — вокал
- Belf — бас-гитара (Ashen Light, Изморозь, Путь Солнца, Невидь)
- CrownSteel — гитара (Путь Солнца)
- Vlad Anastasov — ударные (Sensum, Anal Grind)

### Бывшие участники
- Valdes (1998—2006) — гитара
- Kali (1998—2006) — клавишные
- Chaos (1998—2005) — ударные
- Сергей (1998—2001) — бас-гитара
- Mefisto (2000—2006) — гитара
- Константин Тимофеев (2001—2003) — бас-гитара
- Viper (2003—2005) — бас-гитара
- Emily A. Saaen (2002—2005) — бэк-вокал
- Amar (2005—2006) — ударные
- Ashen (2006-2010) — гитара (Ashen Light)

## Дискография

### Альбомы, синглы
| Год  | Название           | Студия             |
| ---- | ------------------ | ------------------ |
| 1999 | Waters Of Styx     | CDM Records        |
| 2005 | Autodafe           | MindCrusher Studio |
| 2008 | Gedonist           | KIV Records        |
| 2009 | Indulgentia(сингл) | KIV Records        |
| 2010 | Symposium          | KIV Records        |
| 2012 | Fanatic            | HPJ Records        |